# Deuterotypus lycaenarum
Deuterotypus lycaenarum är en stekelart som beskrevs av Heinrich 1967. Deuterotypus lycaenarum ingår i släktet Deuterotypus och familjen brokparasitsteklar. Inga underarter finns listade i Catalogue of Life.